# Минервин, Владимир Николаевич
Влади́мир Никола́евич Мине́рвин (11 марта 1899, Сущево, Смоленская губерния — 13 октября 1953, Западный Копетдаг, Туркменская ССР) — советский и туркменский ботаник, академик АН Туркменской ССР (1951).

## Биография
Родился 11 марта 1899 года в Сущеве.
После окончания средней школы в 1918 году работал сельским учителем, не имея при этом диплома. В том же 1918 году был призван в армию, в 1922 году демобилизован. В 1929 году окончил Московский университет (МГУ) по специальности «луговик-ботаник».
В 1929 году переехал в Туркменистан, где много времени проводил в геоботанических экспедициях по изучению пустынных пастбищ. С 1929 по 1938 год занимал должность заведующего отделом, затем стал директором Института кормов Туркменского филиала Академии наук СССР. С 1938 по 1941 год работал преподавателем в Туркменском сельскохозяйственном институте. С 1941 по 1953 год работал в Туркменском филиале АН СССР (в 1951 году филиал стал Академией наук Туркменской ССР).
В начале октября 1953 года в составе группы ботаников отправился в экспедицию в Западный Копетдаг, где скончался 13 октября 1953 года в возрасте 54 лет.

## Научная деятельность
Основные направления исследований — геоботаническое изучение растительных ресурсов Туркменистана.
- Положил начало научному изучению пастбищ равнинной Туркмении.
- Разработал методы создания устойчивой кормовой базы для успешного развития животноводства в пустыне.

Автор свыше 30 научных работ.
- 1936 — Карта пастбищ Туркмении.
- 1940 — Сводка растений Туркмении.
- 1958 — Ядовитые растения Туркменистана, их польза и вред для сельскохозяйственных животных.

## Награды и премии
- Орден Трудового Красного Знамени.

## Список использованной литературы
- Биологи: Биографический справочник. — 1984.